# Ironman Lake Tahoe
Der Ironman Lake Tahoe ist eine ehemalige Triathlon-Sportveranstaltung über die Ironman-Distanz (3,86 km Schwimmen, 180,2 km Radfahren und 42,195 km Laufen) am Lake Tahoe auf der Grenze der US-Bundesstaaten Nevada und Kalifornien.

## Organisation
Veranstaltet wurde dieses Rennen von der World Triathlon Corporation (WTC), die Erstaustragung war hier am 22. September 2013 und es wurden etwa 2600 Athleten am Start erwartet.

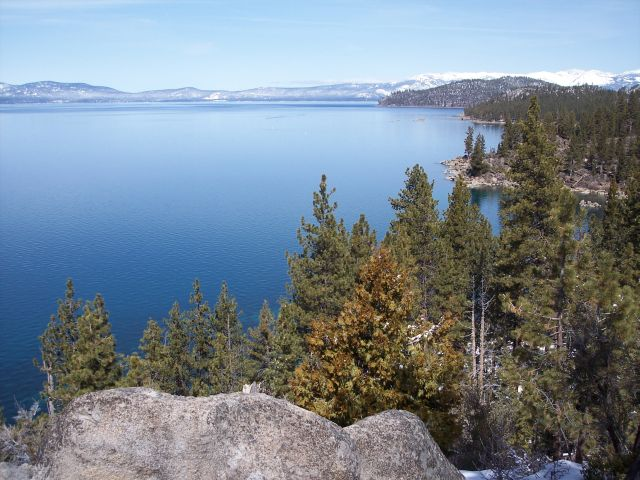
Blick auf den Lake Tahoe von seinem Ostufer in Nevada aus gesehen

Der Ironman Lake Tahoe bot jährlich in den verschiedenen Altersgruppen 50 Startplätze für die Weltmeisterschaft beim Ironman Hawaii in Kailua-Kona (Ironman World Championships).
Das Rennen zählte zu den schwierigsten Ironman-Rennen und den Streckenrekord erzielte bei der Erstaustragung 2013 der US-Amerikaner Chris McDonald mit 8:55:14 Stunden.
Das Rennen 2014 musste wegen schlechter Luftqualität nach Bränden in der Region abgesagt werden.
2015 wurde dieses Rennen als reiner Age-Grouper Wettkampf ohne Profis ausgetragen und für 2016 wurde keine Verlängerung mehr angekündigt.

## Siegerliste
| Datum         | Männer              | Männer        | Männer         | Frauen             | Frauen          | Frauen            |
| Datum         | Erster Platz        | Zweiter Platz | Dritter Platz  | Erster Platz       | Zweiter Platz   | Dritter Platz     |
| ------------- | ------------------- | ------------- | -------------- | ------------------ | --------------- | ----------------- |
| 20. Sep. 2015 | Gregory Lindquist   | Ryan Linden   | Jason Jacobs   | Sonja Wieck        | Kris Klotzbach  | Heidi Bathum      |
| 22. Sep. 2013 | Chris McDonald (SR) | Maik Twelsiek | Joseph Gambles | Åsa Lundström (SR) | Jeanne Collonge | Catriona Morrison |

(SR: Streckenrekord)